# Yakiniku
Thịt nướng Nhật Bản hay còn gọi là yakiniku (tiếng Nhật: 焼き肉 hoặc 焼肉) hay còn biết đến với thương hiệu Japanese Barbecue (J-BBQ) đề cập đến phương pháp phổ biến trong ẩm thực Nhật Bản đối với món thịt nướng (BBQ), thường là thịt bò, thịt lợn, thịt gà (đôi khi là hải sản). Các món ăn như vậy thường được chuẩn bị trên bếp ga hoặc than nướng được thiết kế trong chính bàn ăn. Một số nhà hàng Nhật không có sẵn trong lò nướng để cung cấp cho khách hàng với bếp di động cho thực khách sử dụng tại bàn của họ.

## Từ nguyên
Yakiniku là một thuật ngữ tiếng Nhật có nghĩa là " thịt nướng ". Từ này còn dùng theo nghĩa rộng hơn để chỉ lĩnh vực ẩm thực riêng liên quan đến thịt nướng. Ban đầu, thuật ngữ "Yakiniku" dùng để chỉ món thịt nướng bắt nguồn phương Tây, về sau được phổ biến bởi nhà văn Nhật Bản Kanagaki Robun (仮名垣魯文) trong tác phẩm Seiyo Ryoritsu (tức "cẩm nang đồ ăn phương Tây"), xuất bản năm 1872 (tức vào thời kỳ Minh Trị). Thuật ngữ này sau đó cũng được liên kết với một món ăn tương tự có nguồn gốc từ Hàn Quốc (tức chỉ thịt nướng kiểu Hàn Quốc) vào đầu thời kỳ Shōwa. Do yếu tố lịch sử, cụ thể là Chiến tranh Triều Tiên mà các thuật ngữ liên quan đến Triều Tiên ở Nhật Bản đều được chia thành 2 loại: Bắc Triều Tiên (Kita Chōsen) và Hàn Quốc (Kankoku); do vậy mà thuật ngữ "yakiniku" được yêu cầu như một thuật ngữ chính xác về mặt chính trị cho các nhà hàng của một trong hai nguồn gốc.
Ngày nay, "yakiniku" thường dùng để chỉ phong cách nấu ăn, trong đó thịt (thường là thịt bò và nội tạng) và rau sẽ được nướng trên vỉ nướng, trên ngọn lửa than gỗ được cacbon hóa bằng phương pháp chưng cất khô ( sumibi, 炭火) hoặc trên bếp nướng gas/điện. Đây là một trong những món ăn phổ biến nhất ở Nhật Bản. Nguồn gốc của yakiniku hiện đại được cho là bắt nguồn thịt nướng Hàn Quốc, một trong những món ăn phổ biến nhất trong ẩm thực nước này.
Phong cách của các nhà hàng yakiniku ngày nay có nguồn gốc từ các nhà hàng Hàn Quốc ở Osaka và Tokyo và được mở vào khoảng năm 1945 bởi cộng đồng người Hàn Quốc ở Nhật Bản. Trong một nhà hàng yakiniku, thực khách sẽ gọi các nguyên liệu thô đã chuẩn bị sẵn (riêng lẻ hoặc theo bộ) và chúng sẽ được mang đến bàn ăn. Các nguyên liệu được nướng trên vỉ nướng đặt sẵn trên bàn, mỗi lần nướng gồm nhiều món khác nhau. Các thành phần sau đó sẽ được nhúng trong nước sốt tare trước khi ăn. Công thức nước sốt phổ biến nhất được làm từ nước tương trộn với rượu sake, rượu mirin, đường, tỏi, nước hoa quả và vừng. Ngoài ra, nước chấm tỏi và hẹ tây hoặc tương miso đôi khi cũng được sử dụng.

## Lịch sử

### Từ nguyên

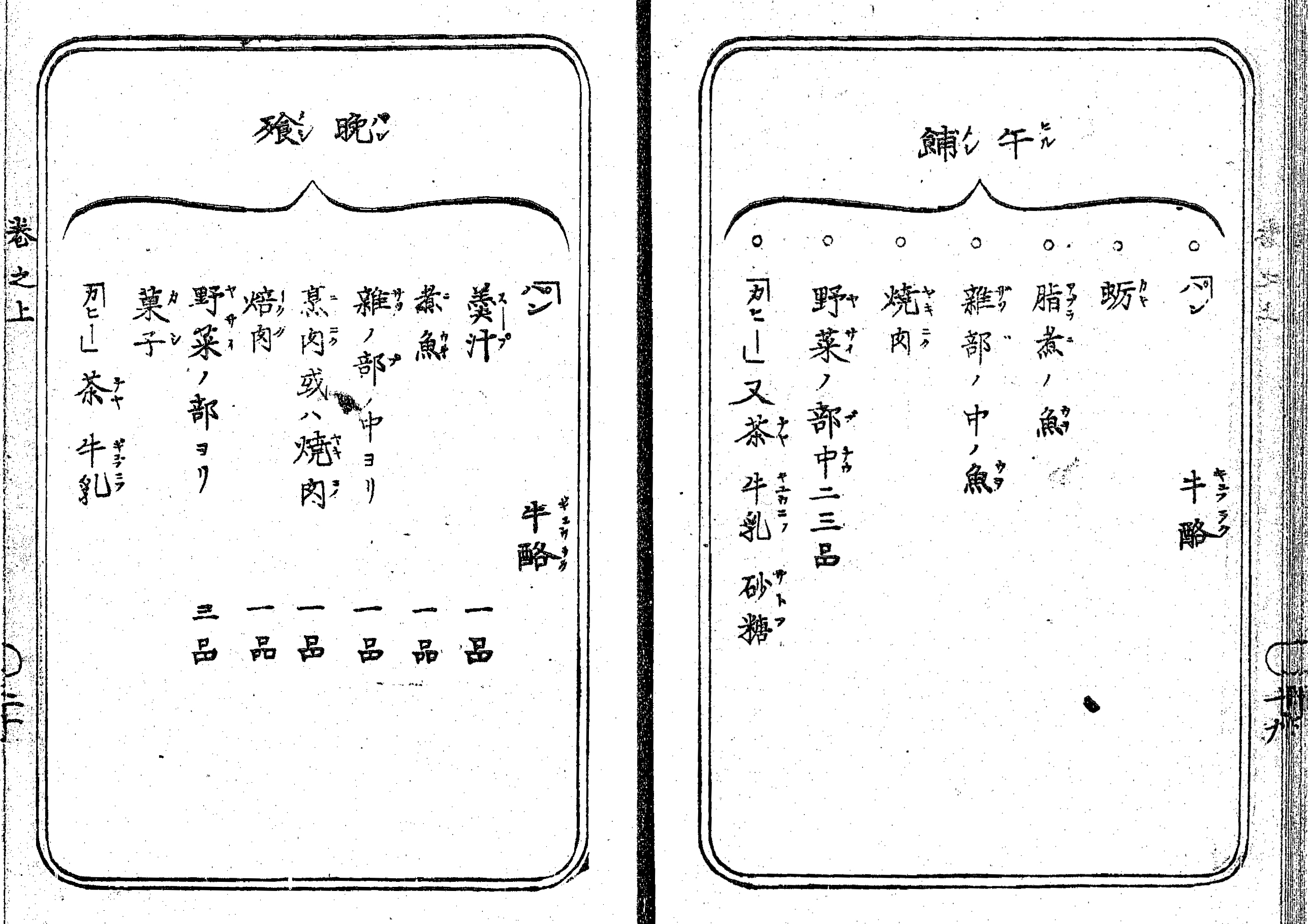
Thực đơn kiểu phương Tây được đề xuất trong Seiyō Ryōri Shinan (1872) đề xuất món thịt nguội cho bữa sáng, yakiniku cho bữa trưa và món thịt hầm hoặc món yakiniku với món thịt nướng cho bữa tối

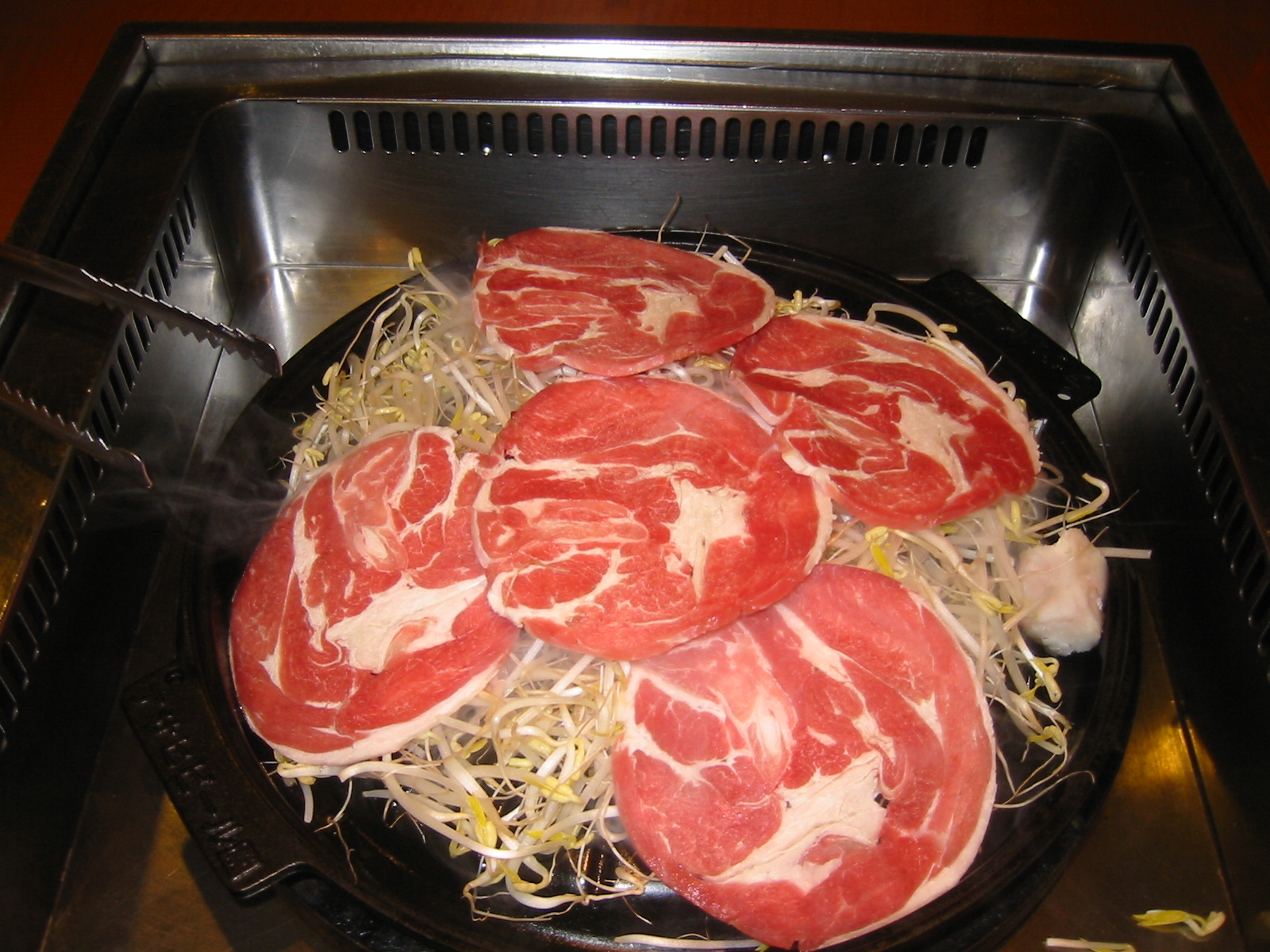
Jingisukan

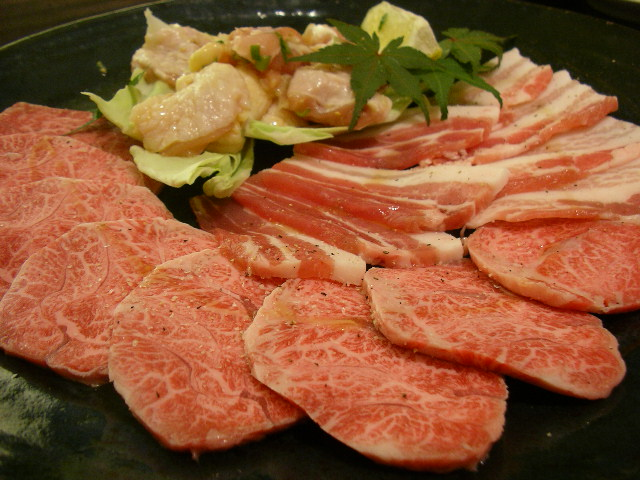
Thịt dùng để nướng Yakiniku

Sau khi bị cấm trong nhiều năm, việc tiêu thụ thịt bò đã chính thức được hợp pháp hóa vào năm 1871, tức là sau thời Minh Trị Duy tân  như một phần trong nỗ lực giới thiệu văn hóa phương Tây đến đất nước. Thiên hoàng Minh Trị cũng đóng góp một phần trong chiến dịch thúc đẩy việc tiêu thụ thịt bò bằng việc công khai ăn thức ăn này vào ngày 24 tháng 1 năm 1873. Do đó, hai món Bít tết và thịt quay lần lượt được dịch sang tiếng Nhật là yakiniku (焼肉) và iriniku (焙肉), như các thực đơn kiểu phương Tây được đề xuất trong Seiyō Ryōri Shinan  mặc dù cách sử dụng từ cũ này cuối cùng đã được thay thế bằng từ mượn sutēki .
Jingisukan, phiên âm tiếng Nhật của Thành Cát Tư Hãn, là một thuật ngữ ẩm thực chỉ phong cách nướng thịt cừu, cũng được gọi là một loại yakiniku. Món ăn này được hình thành ở Hokkaidō, nơi nó từng là món ăn phổ biến của giới công nhân và chỉ mới nổi tiếng trên toàn Nhật Bản trong thời gian gần đây. Cái tên Jingisukan được cho là do Tokuzo Komai, một người bản xứ sinh ra ở Sapporo nghĩ ra, lấy cảm hứng từ món thịt cừu nướng của ẩm thực vùng Đông Bắc Trung Quốc. Món ăn được đề cập lần đầu dưới cái tên này trong một tác phẩm xuất bản vào năm 1931.

### Nguồn gốc

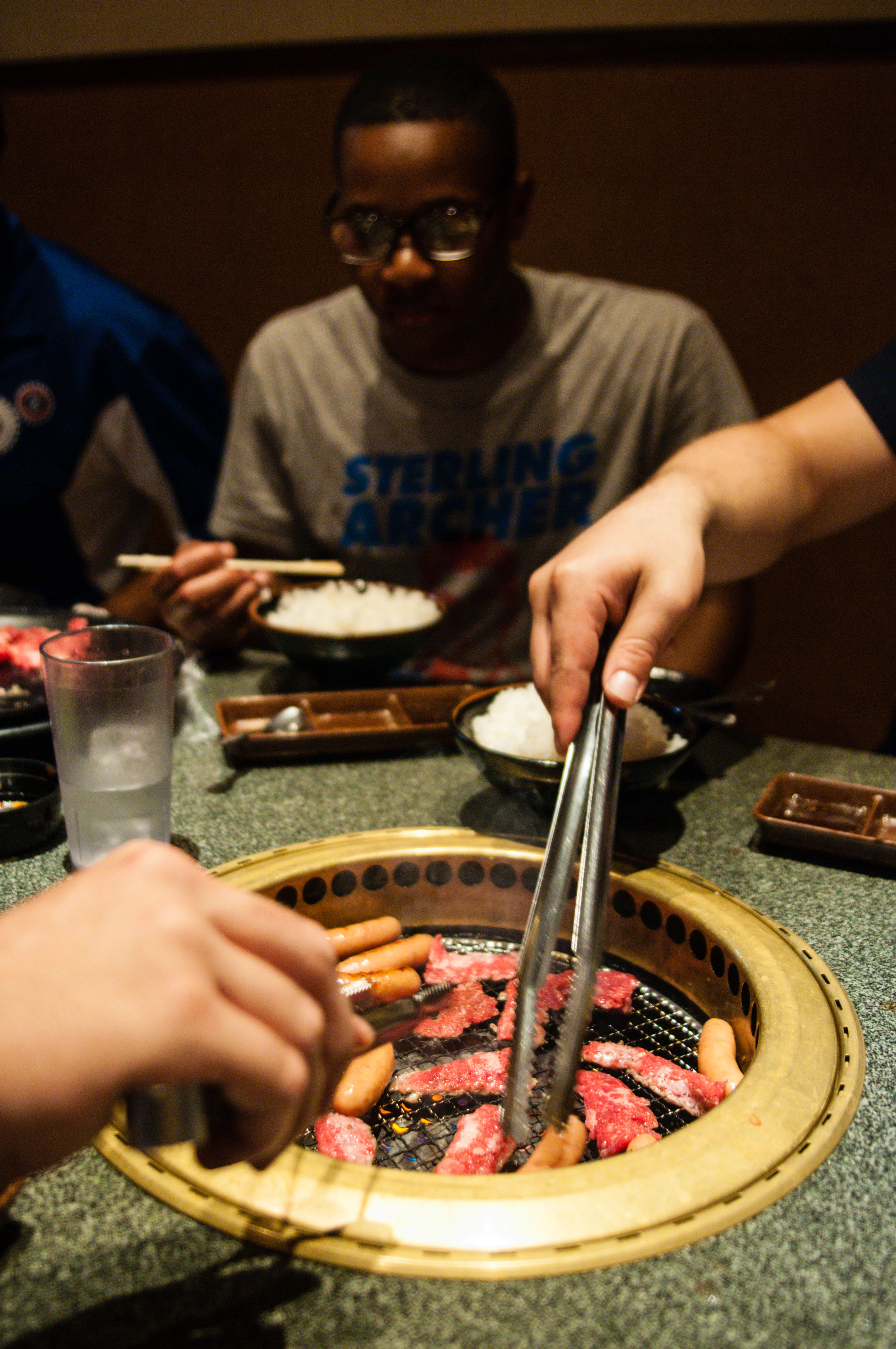
Một chiếc bàn với vỉ nướng hình tròn.

## Thành phần chính

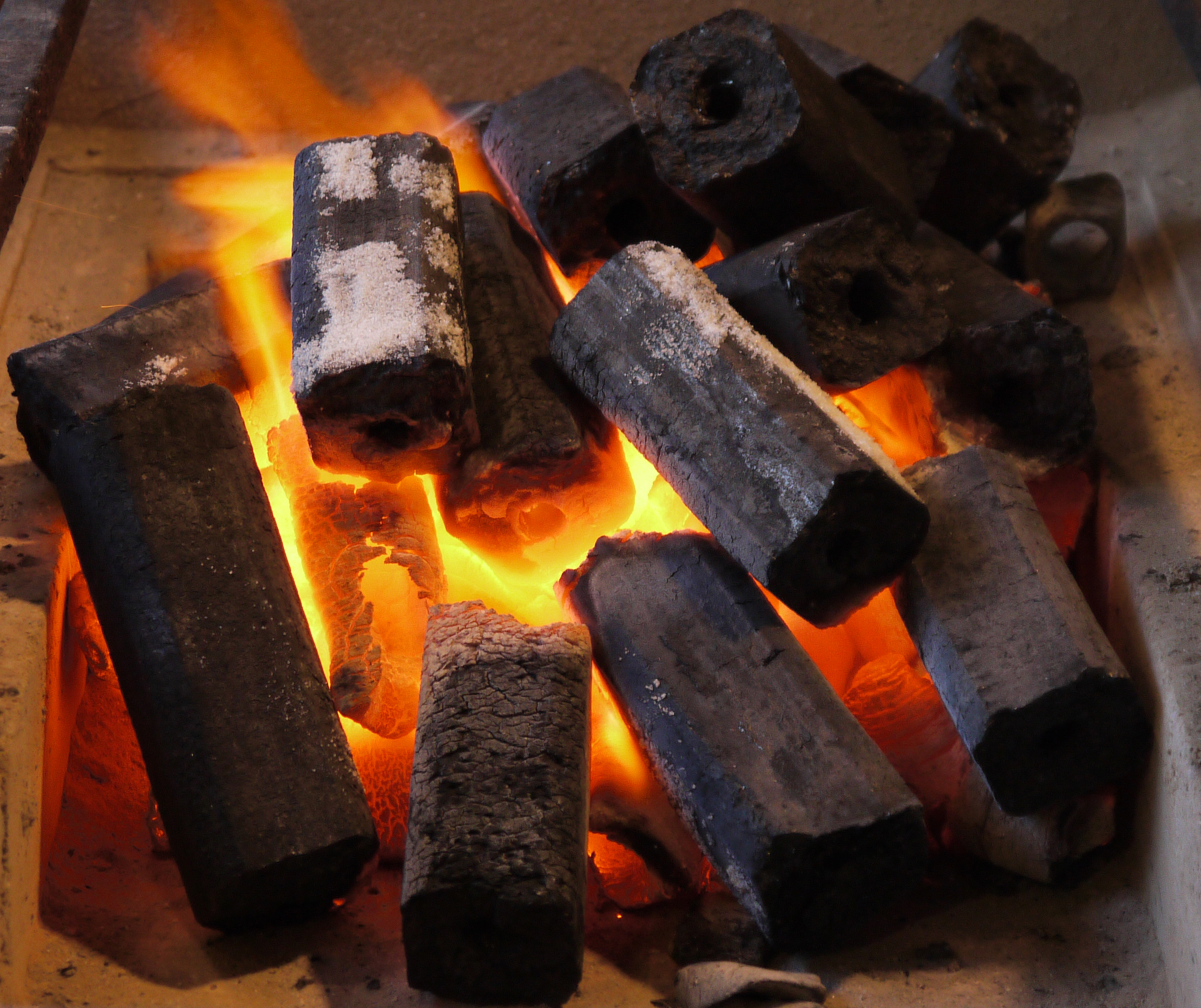
Ogatan, than hoa Nhật Bản làm từ mùn cưa.

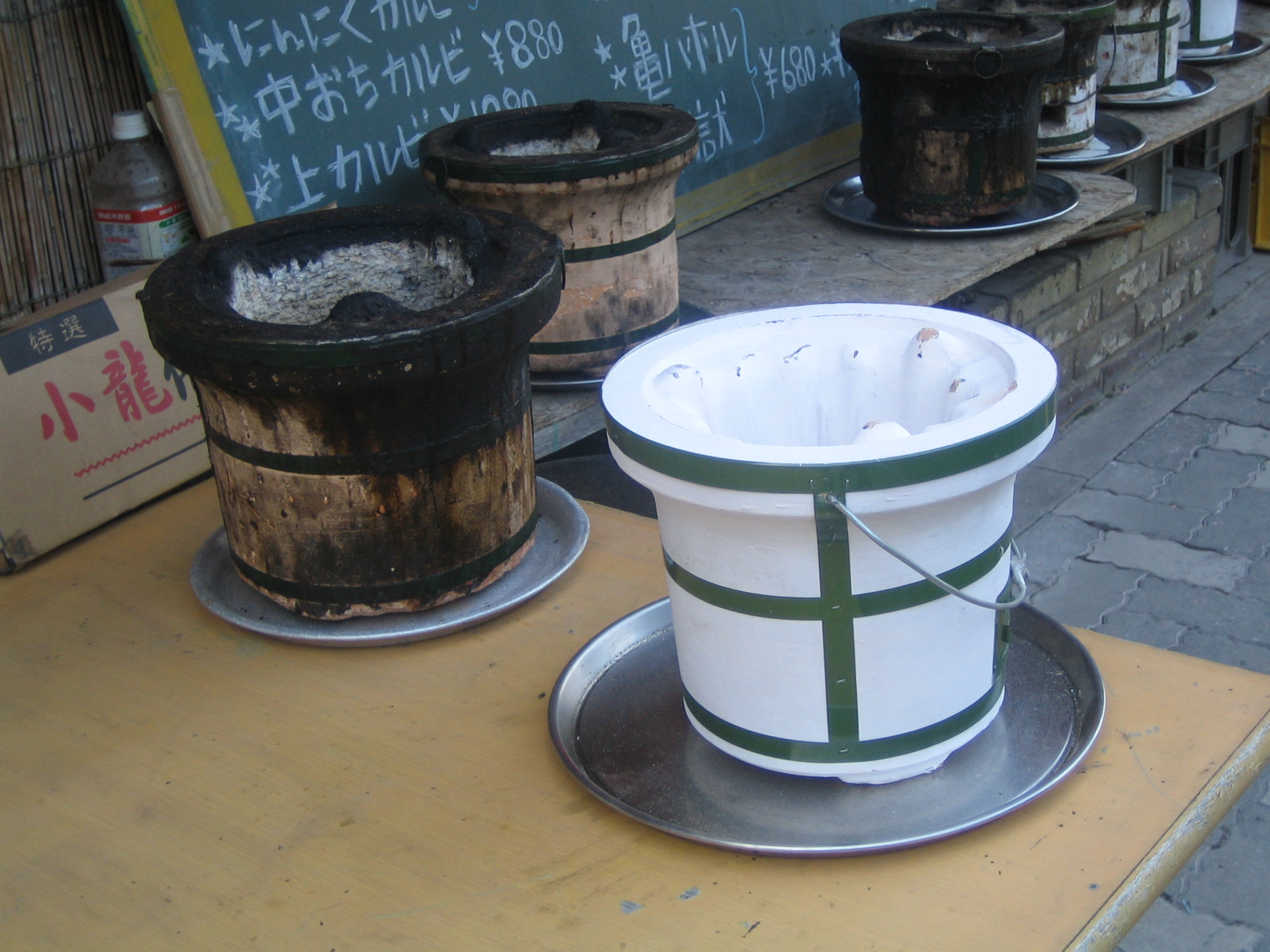
Shichirin, bếp nướng hun khói kiểu Nhật.